# Menedemo di Pirra
Menedemo di Pirra (in greco antico: Μενέδημος?; Pirra, ... – ...; fl. IV secolo a.C.) è stato un filosofo e accademico greco antico vissuto nel IV secolo a.C..
Scarse notizie sulla sua vita e pensiero: è citato da Plutarco che riferisce che Menedemo fu inviato da Platone a Pirra a riordinare in senso più democratico la costituzione della città governata oppressivamente dagli oligarchi.
Alla morte di Speusippo, nel 339 a.C., si tenne un'elezione per scegliere il nuovo scolarca dell'Accademia platonica. Vinse Senocrate di Calcedonia e Menedemo ed Eraclide Pontico furono sconfitti per pochi voti.
Menedemo lasciò allora l'Accademia e fondò una propria scuola.